# Stazione di Wimbledon
La stazione di Wimbledon è una stazione ubicata a Wimbledon nel borgo londinese di Merton.
Questa stazione è servita dai servizi ferroviari nazionali transitanti lungo la South Western Main Line e la ferrovia circolare di Sutton, nonché dai servizi della metropolitana e da quelli del Tramlink.

## Storia
La prima stazione ferroviaria di Wimbledon fu aperta il 21 maggio 1838, quando la London and South Western Railway (L&SWR) aprì la linea dal capolinea Nine Elms, Battersea, a Woking. La stazione originaria era a sud della stazione attuale sul lato opposto del ponte di Wimbledon.
Il 22 ottobre 1855, la Wimbledon and Croydon Railway (W & CR) aprì la linea West Croydon a Wimbledon alla stazione di West Croydon e il 1º ottobre 1868 la Tooting, Merton and Wimbledon Railway (TM & WR) aprì una linea a Streatham.

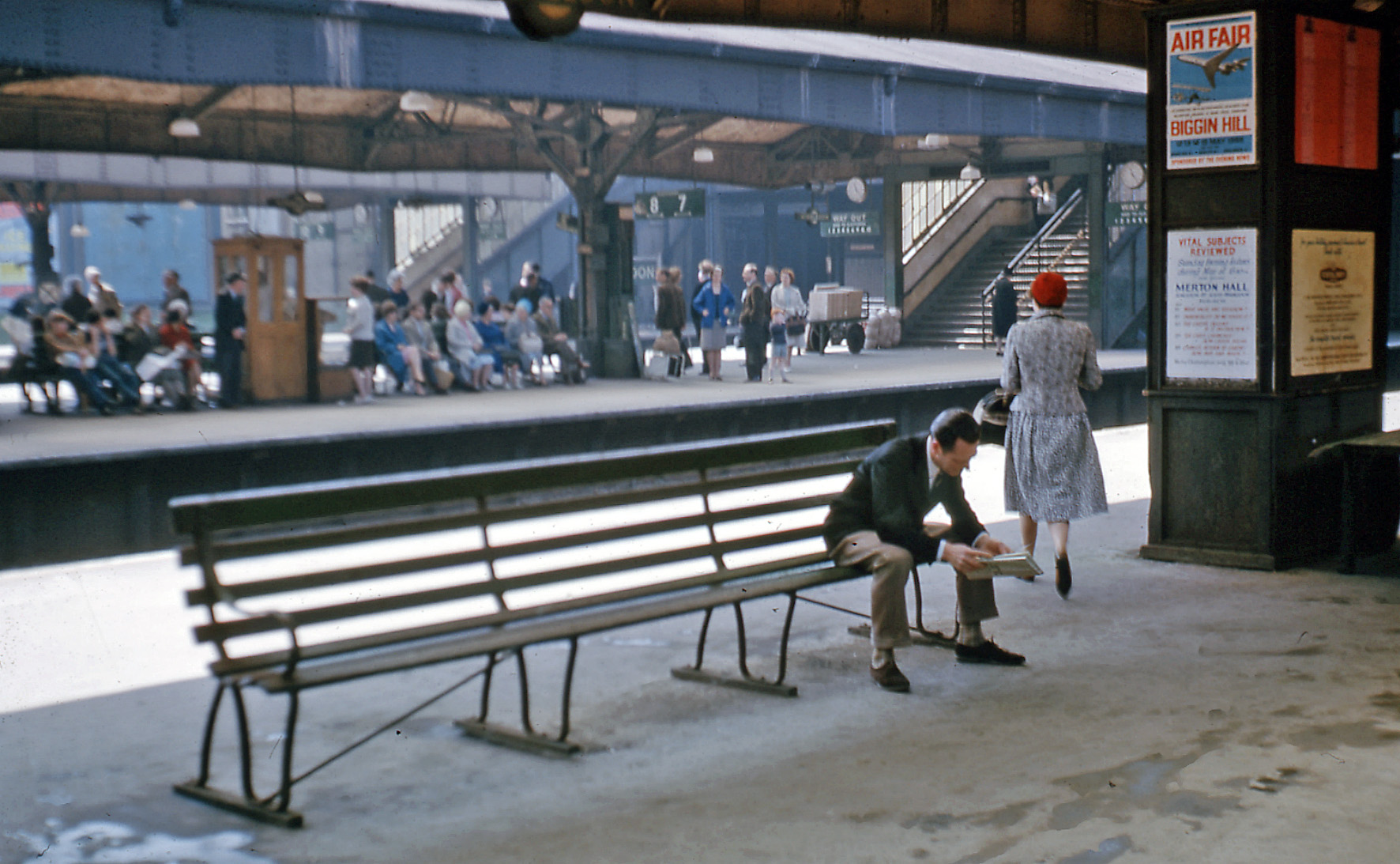
La stazione nel 1966

Il 3 giugno 1889, la District Railway (DR, oggi linea District) aprì l'estensione della linea a Putney Bridge, facendo di Wimbledon il nuovo capolinea di quella diramazione e fornendo a Wimbledon un collegamento diretto con il sistema in via di sviluppo della metropolitana di Londra. La stazione venne ricostruita sul sito attuale per l'apertura di questo servizio.
Dal 27 agosto 1905 i servizi a vapore della linea District vennero sostituiti dalle motrici elettriche.

## Strutture e impianti
La stazione ha undici binari. I binari dall'1 al 4 vengono utilizzati dai treni della metropolitana, i binari 5 e 8 vengono utilizzati dai treni suburbani, il binario 9 è per il servizio di Thameslink, mentre i binari 10a e 10b sono usati dal Tramlink.

Il 6 e il 7 sono binari "veloci", adoperati dai servizi suburbani espressi che non fermano a Wimbledon se non durante il periodo in cui si tiene l'annuale torneo di tennis. Essendo raro l'utilizzo di questi binari, dunque, nel 2014 sono stati installati dei cancelli scorrevoli che impediscono l'accesso a quelle banchine, per ragioni di sicurezza.
La stazione di Wimbledon rientra nella Travelcard Zone 3.

## Movimento
Presso la stazione effettuano i propri servizi South Western Railway, Thameslink e Southern (per un servizio ridotto), la Linea District della metropolitana e alcune linee del Tramlink.
Di seguito una tabella che sintetizza le frequenze degli orari di morbida del servizio ferroviario presso la stazione:
| Operatore/linea       | Frequenza |
| --------------------- | --- |
| South Western Railway | 16 treni all'ora per Londra Waterloo (diretti) 2 treni all'ora per Londra Waterloo (via Richmond e Kingston) |
| South Western Railway | 4 treni all'ora per Guildford (2 via Cobham e 2 via Epson) 2 treni all'ora per Chessington South 2 treni all'ora per Dorking 2 treni all'ora per Hampton Court 2 treni all'ora per Shepperton 2 treni all'ora per Woking 1 o 2 treni all'ora per Basingstoke (solo domenica) 1 o 2 treni all'ora per Alton (solo domenica) |
| Thameslink            | 2 treni all'ora per St Albans (via Tooting e Londra Blackfriars) |
| Thameslink            | 2 treni all'ora per Sutton (di ritorno a St Albans, via Mitcham Junction) |
| Southern              | 5 treni al giorno per Sutton (solo nei giorni feriali, negli orari di punta mattutina) |
| Southern              | 4 treni al giorno per London Bridge (via Tooting) (solo nei giorni feriali, negli orari di punta serale) |

## Interscambi
Nelle vicinanze della stazione effettuano fermata numerose linee urbane automobilistiche, gestite da London Buses.
- Fermata autobus

Nel periodo in cui si tiene l'annuale Torneo di Wimbledon, inoltre, è istituito un servizio di autobus dedicato che porta dalla stazione al All England Lawn Tennis and Croquet Club, situato in Church Road.